# 스콧 이언
스콧 이언 로젠펠트(Scott Ian Rosenfeld, 1963년 12월 31일) 미국 헤비메탈 밴드 앤스랙스의 리듬, 리드 기타리스트이다.